# 別冊フレンド
『別冊フレンド』（べっさつフレンド）は、講談社が発行する日本の少女向け月刊漫画雑誌。1965年、『別冊少女フレンド』として創刊。1984年、『別冊フレンド』に改名。発売日は毎月13日。略称は『別フレ』。

## 概要
1965年3月、『週刊少女フレンド』（講談社）の姉妹誌として創刊。創刊当初は、漫画のほかにスターやファッションの記事も掲載されたが、1972年1月号から漫画誌として発行される。1985年1月号から誌名を『別冊フレンド』に変更。1996年に母体誌の『少女フレンド』が廃刊した後も誌名はそのまま、現在に至る。
2006年〜2012年時点のコンセプトは「10代の女の子の野望や欲望を叶える漫画雑誌」であり、読者も15〜16歳の高校生が中心だと謳っていた。2020年現在は「イケメンとの恋が絶対叶う憧れ満載の王道少女漫画誌」を謳っており、読者も10代は5割以下に過ぎず、30代以上が30%以上を占めている。

## 歴代編集長
- 伊藤幸雄（1969年[5] - 1970年時点[6]）
- 新井善久（1972年時点[7]）
- 平賀純男（1972年[8] - 1973年時点[9]）
- 大森与作（1973年[10] - 1978年時点[11]）
- 高橋好三（1979年時点[12] - 1985年3月号[13]）
- 小野正隆（1985年4月号[14] - ）
- 森田眞[1]

## 連載中の作品
2025年9月号現在。
- 小春びより（ひぐちにちほ）：1998年11月号[15] -
- こんちわハム子（あかり）：2011年5月号[16] -
- 山口くんはワルくない（斉木優）：2019年10月号[17] - 2022年7月号、2023年8月号 -
- メガネ、時々、ヤンキーくん（なるき）：2021年2月号[18] - 2021年10月号、2022年7月号 -
- くらげと珊瑚（仲藤ぬい）：2021年9月号[19] -
- 隣のステラ（餡蜜）：2022年2月号[20] -
- L♡DK Pink（渡辺あゆ）：2022年3月号[21] - ※不定期連載[21]
- 二十と成獣（空神セイ）：2022年11月号[22] -
- たまらないのは恋なのか（空華みあ）：2023年8月号[23] -
- 愛がなければアイドルできない（北川夕夏）：2024年5月号[24] -
- まことの恋をするものは（るかな）：2024年9月号[25] -
- 身を焦がすほどの愛を知れ（杏野まこ）：2024年10月号[26] -
- とことんクズな渡良瀬なのに（ナカガワパリ）：2024年12月号[27] -
- 帝都のジュリエット 〜無才の花嫁が幸せになるまで〜（原作：柊一葉、漫画：秋乃音）：2025年4月号[28] -
- ぼっち、西原くんに溺愛される（亜洲）：2025年4月号[28] - ※『Palcy』で先行配信[29]
- 群狼に花（月凪あやせ）：2025年5月号[30] -
- 宝石箱に愛をつめよう（みきもと凜）：2025年5月号[30] -
- 世界で一番兄してる（黒月悠）：2025年6月号[31] -
- きやすく触れるな黒薔薇に（茜音かや）：2025年7月号[32] -
- ハンドレッドノート-ホークアイズ-（Ishiko）：2025年9月号[33] - ※『コミックDAYS』連載作品を連載[34][35]

### 休載中
- 花君と恋する私（熊岡冬夕）：2011年5月号[36] - ※2015年10月号連載再開予定→延期[37]
- お嬢と番犬くん（はつはる）：2019年1月号[38] -
- カワイイなんて聞いてない!!（春藤なかば）：2020年7月号[39] - ※制作上の都合により休載[40]
- 稲妻とロマンス（みきもと凜）：2021年2月号[18] -
- きみの横顔を見ていた（いちのへ瑠美）：2022年5月号[41] - 2023年3月号[42]、2023年11月号[43] -

## 過去に連載された作品

### 1970年代前半
- ラララ めめちゃん（あべまりあ）：1974年1月号[44] - 1974年
- ただいま先生！（波間信子）：1974年2月号[45] -
- ルームメイト（森谷幸子）：1974年7月号 - 1974年9月号[46] ※読み切り連載[47]
- 初恋日記（森谷幸子）：1974年11月号[48] - 1975年 ※読み切り連載[48]

### 1970年代後半
- おにっ子マキちゃん（山本マサオ）：1975年1月号[49] -
- 聖いかれ学園（エンゼル松本）：1975年1月号[49] -
- とべとべモンキー（波間信子）：1975年1月号[50] -
- 花影（里中満智子）：1975年4月号[51] -
- ロスマリンの伝説（神奈幸子）：1977年1月号 - 1977年6月号
- ミミ&クールのおしゃれ探偵（高畑梨絵）：1978年1月号、3月号、5月号、6月号
- アラミス'78（大和和紀）：1978年3月号 - 1984年8月号
- セント=ブラウンの童話（美村あきの）：1978年10月号 - 1979年7月号
- 放課後の時間割（美村あきの）：1979年10月号 - 1979年12月号

### 1980年代前半
- すくうるでいず（美村あきの）：1980年2月号 - 1981年7月号
- サンデイズチャイルド（原作：水木杏子・漫画：布浦翼）：1980年10月号 - 1981年4月号
- おはよう空！（まさき輝）：1981年1月号 - 1982年3月号、1982年5月号 - 1983年7月号
- Lady Love（小野弥夢）：1981年2月号 - 1981年11月号、1982年1月号[52] - 1982年10月号[53]、1983年2月号 - 1983年3月号、1983年7月号 - 1984年11月号[54]、 - 1985年
- Mr.ドラ吸ラ（小丸栄子）：1981年4月号 - 1981年8月号、1981年10月号 - 1982年1月号[55]、1982年4月号[56] - 1982年7月号[57]
- ひとつの夢ふたつの心（真柴ひろみ）：1981年7月号 - 1981年9月号
- 星空の海賊たち（美村あきの）：1981年10月号 - 1982年6月号
- 菜子の色（真柴ひろみ）：1982年1月号[52] - 1982年6月号[58]
- ジーンズの杜から（前原滋子）：1982年3月号[59] - 1982年7月号[57]
- あっちむいてホイ！（おづモユル）：1982年9月号 -
- 影のイゾルデ（大和和紀）：1982年10月号[53] - 1982年12月号[60]
- B・G・Mはいらない（前原滋子）：1982年11月号[61] - 1983年1月号、1983年6月号 - 1983年7月号、1984年2月号[62] - 1984年7月号、1985年1月号[63] - 1985年5月号[64]
- 聖少年組（河村美久・原案：高杉望）：1982年12月号[60] - 1983年2月号
- ま・じ・か・る音符（美村あきの）：1983年1月号 - 1983年10月号[65]
- シンデレラたいむ（伊藤ゆう）：1983年3月号 - 1983年5月号
- すくらんぶるサラダ（中里あたる）：1983年7月号 - 1983年9月号
- 夢狩り伝説（はざまもり）：1983年9月号[66] - 1983年11月号
- たこやき通信（まさき輝）：1983年10月号[65] - 1984年2月号[67]
- 気まぐれジョーカー（伊藤ゆう）：1983年11月号[68] - 1984年4月号[69]
- 夢一夜（美村あきの）：1984年3月号[70] - 1984年4月号、1984年7月号[71]
- 横浜フラッシュ！（まさき輝）：1984年5月号[72] - 1984年12月号
- 奈津子（真柴ひろみ）：1984年8月号[73] - 1984年10月号[74]
- 瑠璃色ふぁんたじあ（美村あきの）：1984年10月号[75] - 1985年1月号
- ZOO夢インがっこう（河村美久）：1984年11月号[76] - 1985年1月号
- Younx（松本美緒）：1984年12月号[77] - 1985年3月号[78]

### 1980年代後半
- まっ赤なキャベツ（伊藤ゆう）：1985年1月号[63] - 、1985年10月号[79] - 1986年
- 硝子白書（真柴ひろみ）：1985年2月号[80] - 1985年6月号[81]
- はじめまして…恋（中里あたる）：1985年3月号[82] - 1985年5月号[64]
- 青空ルネッサンス（まさき輝）：1985年4月号[83] - 1985年6月号[81]
- SHE'Sキャサリン（美村あきの）：1985年6月号[84] - 1985年12月号
- 天使の賭け（小野弥夢）：1985年6月号[84] - 1986年1月号[85]
- てぃーんず（真柴ひろみ）：1985年9月号 - 1986年
- 勝手にパラダイス（藤臣柊子）：1985年11月号[86] - 1986年
- フラッパー★アーミー（さとう智子）：1986年1月号[85] - 1986年7月号[87]
- 彼女の彼（松本美緒）：1986年2月号 - 1986年9月号
- フライパン同盟（河村美久）：1986年3月号 - 、1986年10月号[88] -
- 上を向いてあるこう（池沢理美）：1986年4月号 - 1986年7月号[87]
- きみだけのTA・TA・TA（赤羽みちえ）：1986年5月号 - 1986年8月号[89]
- Skip!（伊藤ゆう）：1986年7月号[87] - 1987年2月号
- 篠原家御一同様へ（高田祐子）：1986年8月号[90] - 1986年10月号
- 瞳いっぱいの涙（真柴ひろみ）：1986年8月号[90] - 1987年5月号
- Charming!（小野弥夢）：1986年9月号[91] - 1987年4月号、1987年6月号 - 1987年8月号
- 39℃ショック（伊藤ゆう）：1987年4月号 - 、1988年7月号 - 1988年9月号
- マシュマロ魔法（河村美久）：1987年4月号 - 1987年6月号
- ほうらリセエンヌ！（高田祐子）：1987年5月号 - 1987年7月号
- 愛さずにはいられない（松本美緒）：1987年6月号 - 1987年11月号、1988年1月号 - 1988年2月号
- 月夜のうさぎたち（真柴ひろみ）：1987年7月号 - 1987年9月号
- 夏がいそいでる（池沢理美）：1987年8月号 - 1987年10月号
- やんちゃなヴィーナス（さとう智子）：1987年9月号 - 1988年1月号
- G-戦場のマリア（上田美和）：1987年10月号 - 1987年12月号
- ヘリクツBOY（早坂いあん）：1988年1月号 -
- アイツ（真柴ひろみ）：1988年2月号 -
- Eクライシス（高田祐子）：1988年2月号 - 1989年
- イミテーション・ゴールド（上田美和）：1988年3月号 -
- DIVA（小野弥夢）：1988年3月号 - 1990年11月号

### 1990年代
- Oh! myダーリン (上田美和) ：1991年9月号 - 1994年
- Kiss Kiss Kiss（愛本みずほ）：1992年5月号[92] - 1992年7月号[93]
- 憑いてますか（池沢理美）：1993年5月号 - 1996年3月号
- 花ごよみ病院の人々（愛本みずほ）：1993年8月号 - 1994年7月号
- pinky a go go（早坂いあん）：1993年10月号 - 1996年12月号
- す〜ぱ〜ぷよぷよ-魔導物語より-（かずはしとも）：1994年1月号 - 1994年12月号
- ごっつ好っきやねん（みやうち沙矢）：1994年2月号 - 1994年5月号
- めっちゃ好っきやねん（みやうち沙矢）：1994年9月号 - 1994年12月号
- プレイガールK（ひうらさとる）：1994年11月号 - 1997年2月号
- 勉強しまっせ（みやうち沙矢）：1995年6月号 - 1997年6月号
- MARS（惣領冬実）：1996年2月号 - 2000年12月号
- イケてるオモチャ（みやうち沙矢）：1997年2月号 - 1997年6月号
- 東京babyゲーム (ひうらさとる)：1997年3月号 - 1999年4月号
- 人魚姫2001 -AQUA-（伊藤ゆう）：1997年4月号[94] -
- Only You-翔べない翼-（末次由紀）：1997年6月号 - 2000年1月号
- ぐるぐるポンちゃん（池沢理美）：1997年9月号 - 2000年11月号
- ピーチガール（上田美和）：1997年10月号 - 2004年1月号
- 天使になりたい―ひなのナ－ス日誌―（愛本みずほ）：1997年11月号 - 2000年7月号 ※不定期掲載
- 両面マン（みやうち沙矢）：1998年4月号 - 1999年5月号
- 青の時代（原作：小松江里子・漫画：藤本あきほ）：1998年8月号 - 1998年10月号
- 美川べるのの青春ばくはつ劇場（美川べるの）：1999年2月号 - 2010年4月号
- 恋文日和（ジョージ朝倉）：1999年3月号 - 2004年
- POWER!!（清野静流）：1999年9月号 - 2002年11月号

### 2000年代前半
- ヤマトナデシコ七変化♡（はやかわともこ）：2000年4月号 - 2015年2月号[95]
- エデンの花（末次由紀）：2000年8月号 - 2004年4月号
- あっかんベービー（みやうち沙矢）：2001年1月号 - 2002年2月号
- オセロ。（池沢理美）：2001年4月号 - 2004年9月号
- Kiss me ベイビー（柚月純）：2001年6月号 - 2001年8月号
- ビタミン（すえのぶけいこ）：2001年9月号 - 2001年11月号
- ライフ（すえのぶけいこ）：2002年5月号 - 2009年3月号
- 瞳をそらさずにいて（猫山宮緒）：2002年6月号 - 2004年5月号
- タマラ（惣領冬実）：2002年7月号 - 2004年5月号
- Pinkの遺伝子（柚月純）：2002年11月号 - 2006年3月号
- ワイルド☆ダイヤモンド（みきもと凜）：2003年3月号 - 2003年6月号
- HEAVEN!（清野静流）：2003年5月号 - 2004年6月号
- H-エイチ-（桜井まちこ）：2003年6月号 - 2005年11月号
- とろけてフォーリン・ラブ（相川ヒロ）：2003年10月号 - 2003年12月号
- 愛の修羅（ミツヤオミ）：2004年3月号 - 2004年8月号
- 極楽青春ホッケー部（森永あい）：2004年9月号 - 2009年11月号
- 裏ピーチガール（上田美和）：2004年10月号 - 2005年6月号
- 溺れるナイフ（ジョージ朝倉）：2004年11月号 - 2014年1月号[96]

### 2000年代後半
- Silver（末次由紀）：2005年1月号 - 2005年10月
- 純愛特攻隊長!（清野静流）：2005年3月号 - 2009年8月号
- 僕と楽しいこと（みきもと凜）：2005年7月号 - 2005年12月号
- スプラウト（南波あつこ）：2005年10月号 - 2008年2月号
- 真夜中のアリアドネ（霜月かよ子）：2006年5月号 - 2007年6月号
- 学園王子（柚月純）：2006年7月号 - 2011年7月号[16]
- パピヨン-花と蝶-（上田美和）：2006年8月号 - 2009年12月号
- キミがスキ（渡辺あゆ）：2006年11月号 - 2007年10月号
- ほんまに関ジャニ∞!!（みやうち沙矢）：2007年1月号 - 2010年2月号
- 彼はトモダチ（吉岡李々子）：2007年10月号 - 2010年3月号
- 近キョリ恋愛（みきもと凜）：2007年11月号 - 2011年6月号[36]
- シーラカンス（霜月かよ子）：2008年1月号 - 2008年8月号
- オトメゴコロ（渡辺あゆ）：2008年3月号 - 2008年10月号
- となりの801ちゃん〜腐女子的高校生活〜（原案：小島アジコ、作画：仁）：2008年3月号 - 2009年3月号
- 17（桜井まちこ）：2008年6月号 - 2010年2月号
- まめとくらす（おきのこ）：2008年10月号 - 2011年2月号 ※不定期連載
- 隣のあたし（南波あつこ）：2009年1月号 - 2012年6月号[97]
- L♥DK（渡辺あゆ）：2009年3月号 - 2017年9月号[98]
- マイヒーロー!（熊岡冬夕）：2009年7月号 - 2010年4月号[99]
- 純愛特攻隊長! 本気（清野静流）：2009年9月号 - 2011年1月号[100]
- 神谷くんと神谷さん（克間彩人）：2009年11月号 - 2010年7月号
- リミット（すえのぶけいこ）：2009年11月号[101] - 2011年10月号[102]

### 2010年代前半
- キララの星（森永あい）：2010年3月号[103] - 2015年3月号[104]
- 天地神鳴!（ヒナチなお・天之ひるめ）：2010年4月号[99] - 2010年5月号[105]
- プレ・マリ（上田美和）：2010年4月号[99] - 2011年6月号[36]
- 居候お断り。（安理由香）：2010年5月号、2010年10月号[106] - 2010年12月号[107]
- 神谷くんと神谷さん（克間彩人）：2010年5月号[108] - 2010年7月号
- 白のエデン（吉岡李々子）：2010年5月号[108] - 2011年9月号
- 彼はディアボロ!（霜月かよ子）：2010年6月号[105] - 2011年7月号[16]
- 君とコイバナ（春木さき）：2010年11月号[109] - 2011年1月号[100]
- trip（桜井まちこ）：2011年1月号[100] - 2011年4月号[110]
- 完璧☆彼氏彼女（三次マキ）：2011年2月号[111] - 2011年4月号[110]、2011年8月号[112] - 2011年10月号[102]、2012年2月号 - 2012年4月号、
- 蜜ドキパルフェ（美川べるの）：2011年3月号 - 2013年10月号
- おおきに関ジャニ∞!!（みやうち沙矢）：2011年4月号[110] - 2013年8月号[113]
- 天使のかまぼこ（克間彩人）：2011年6月号[16] - 2011年8月号
- ラブカツ!（清野静流）：2011年6月号[16] - 2011年12月号
- はじまりの夏（一瀬ルカ）：2011年7月号[114] - 2011年9月号
- 美ら恋（春木さき）：2011年8月号[112] - 2011年10月号[102]
- 校舎のうらには天使が埋められている（小山鹿梨子）：2011年9月号[115] - 2013年6月号[116]
- 京男と居候（監修：伊東彩冶可・漫画：Ishiko）：2011年10月号[102] - 12月号、2012年4月号 - 6月号
- きょうのキラ君（みきもと凜）：2011年10月号[102] - 2014年9月号[117]
- 薔薇とオオカミ（柚月純）：2011年11月号[118] - 2012年12月号
- 月と太陽のピース（吉岡李々子）：2011年12月号[119] - 2012年12月号
- キミにハピネス（一瀬ルカ）：2012年1月号[120] - 2012年4月号
- ロコモコ（上田美和）：2012年1月号[120] - 2012年8月号
- AKB0048 〜♥型オペレーション（原作：河森正治 / サテライト・企画：秋元康・シナリオ構成：天之ひるめ・漫画：サブロウタ）：2012年2月号[121] - 2012年7月号
- 僕のロボット（葉月めぐみ）：2012年8月号[122] - 2012年11月号、2013年5月号 -  2013年8月号
- オシオキ王子（もこやま仁）：2012年9月号[123] - 2012年11月号
- ふたりのテーブル（いちのへ瑠美）：2012年9月号[123] - 2013年4月号
- ウソツキチョコレート（原作：イアム・漫画：桜井まちこ）：2012年11月号[124] - 2013年8月号
- あるいていこう（上田美和）：2012年12月号[125] - 2014年3月号 ※シリーズ連載[125]
- ヒメコイ、和歌名くん（Ishiko）：2012年12月号[125] - ※シリーズ連載[125]
- 好きよりも近く（マキノ）：2013年1月号[126] - 2013年8月号
- PとJK（三次マキ）：2013年1月号[126] - 2020年3月号[127]
- 氷の女王（リカチ）：2013年2月号[128] - 2014年9月号 ※シリーズ連載[128]
- 青春乙女番長!（清野静流）：2013年2月号[128] - 2014年2月号
- HOPE（すえのぶけいこ）：2013年3月号[129] - 2015年4月号[130]
- 妄想ひみつノート（三生まなみ）：2013年3月号 - 2013年6月号 ※シリーズ連載
- 私がモテてどうすんだ（ぢゅん子）：2013年5月号 - 2018年3月号[131]
- 影野だって青春したい（北川夕夏）：2013年6月号[116] - 2017年8月号[132]
- ちっちゃいときから好きだけど（春木さき）：2013年7月号[133] - 2017年3月号[134]
- 青夏Ao-Natsu（南波あつこ）：2013年8月号[113] - 2017年9月号[98]
- 王子様とイヌ（恩田ゆじ）：2013年9月号 - 2013年12月号
- 校舎のうらには天使が埋められている＜蝕＞（小山鹿梨子）：2014年1月号[135] - 2014年5月号[136] ※短期集中連載[137]
- サイレント・キス（いちのへ瑠美）：2014年1月号 - 2014年8月号
- 君がいなきゃダメって言って（はつはる）：2014年2月号[138] - 2014年9月号
- 黒崎くんの言いなりになんてならない（マキノ）：2014年2月号[138] - 2021年11月号
- トモエ幸福研究所（美川べるの）：2014年3月号 - 2014年9月号
- スイーツ黒澤（Ishiko）：2014年4月号 - 2014年6月号
- たべられちゃいなヨ!（恩田ゆじ）：2014年6月号 - 11月号
- カンナとでっち（餡蜜）：2014年7月号、2014年10月号[139] - 2016年12月号
- ここから先はNG!（原作：松田裕子・漫画：和泉みお）：2014年7月号[140] - 2015年6月号
- たいへん不良くできました（蒼井まもる）：2014年8月号[141] - 2015年3月号
- 平安系女子!村崎さん!!（黒野カンナ）：2014年10月号 - 2019年12月号
- 三神先生の愛し方（相川ヒロ）：2014年10月号[139] - 2020年1月号
- いちごの王子とアントルメ（上田美和）：2014年11月号[142] - 2015年11月号[143]
- オレのひつじちゃん！（フカワミキ）：2014年12月号[144] - 2015年3月号

### 2010年代後半
- オレが魔法をかけてやる（Ishiko）：2015年1月号[145] - 2015年9月号[146]
- お兄ちゃん、ガチャ（原作：野島伸司・漫画：千里みこ）：2015年2月号[95] - 2015年9月号[146]
- お隣は1軒で2度おいしい（原田唯衣）：2015年3月号 - 2015年9月号[146]
- 先生は悪いコ（見崎なつみ）：2015年3月号 - 2015年7月号[147][注釈 1]
- 好きにならないよ、センパイ（はつはる）：2015年4月号 - 2016年7月号[148]
- 午前0時、キスしに来てよ（みきもと凜）：2015年5月号[149] - 2020年8月号[150]
- 王子様には毒がある。（柚月純）：2015年6月号 - 2019年5月号[151]
- 神木兄弟おことわり（恩田ゆじ）：2015年7月号[147] - 2017年8月号[132]
- 五ツ星プリンス（真田ちか・企画協力:村田莉恵）：2015年8月号[152]、2015年9月号（本格連載[146]） - 2016年3月号
- きみはかわいい女の子（いちのへ瑠美）：2015年9月号[146] - 2021年3月号[153]
- カワイ君のカワイイ工房（美川べるの）：2015年10月号[37] - 2016年7月号[148]
- チャラい羽山にきゅんときた（町野いろは）：2015年10月号[37] - 2016年6月号
- マイ・ボーイフレンド（蒼井まもる）：2016年2月号[154] - 2017年1月号[155]
- 顔がいいから許しちゃう（原田唯衣）：2016年4月号[156] - 2016年10月号
- 1センチよりも近く（石沢うみ）：2016年7月号[148] - 2017年2月号
- わたしの飼育係くん（見崎なつみ）：2016年8月号[157] - 2017年9月号[98]
- くやしいくらい、好き。（斉木優）：2016年12月号[158] - 2017年8月号[132]
- 毎日キスしていいですか?（はつはる）：2017年1月号[155] - 2018年5月号
- お給料は彼氏です（和泉みお）：2017年2月号、2017年5月号[159] - 2017年11月号[160]
- さくらと先生（蒼井まもる）：2017年3月号[134] - 2018年9月号[161]
- あなどれないね喜多見くん（真田ちか）：2017年4月号[162] - 2017年11月号[160]
- あさひ先輩のお気にいり（町野いろは）：2017年7月号[163] - 2020年1月号
- ラキラキス（さとる）：2017年7月号[163] - 2018年2月号[164]
- 高嶺の蘭さん（餡蜜）：2017年8月号[132] - 2021年1月号
- 君がキライな恋の話（三月ソラ）：2017年9月号[98] - 2018年4月号[165]
- ぼくがオトナにしてあげる（春木さき）：2017年9月号[98] - 2018年4月号[165]
- きらきら小世界（麻岡ままん）：2017年10月号[166] - 2017年12月号[167]
- こっち見てよ、日高（石沢うみ）：2017年12月号[167] - 2018年7月号
- ルイは恋を呼ぶ（恩田ゆじ）：2018年2月号[164] - 2018年9月号[161]
- 桜庭さんは止まらないっ!（千里みこ）：2018年3月号[168] - 2019年8月号[169]
- メンズライフ（渡辺あゆ）：2018年3月号[168] - 2019年9月号[170]
- 僕らが愛を叫ぶとき（北川夕夏）：2018年8月号[171] - 2019年8月号[169]
- カモナ マイハウス!（南波あつこ）：2018年9月号[161] - 2021年12月号[172]
- とろける紬ちゃん（るかな）：2018年9月号[161] - 2019年5月号[151]
- お待たせしました、初恋です。（大友なな）：2018年11月号[173] - 2019年7月号[174]
- それはまるで雨傘のように（原作：りぃ・漫画：鈴峰あおい）：2018年11月号 - 2019年6月号[175]
- はたらく細胞フレンド（原作：黒野カンナ・漫画：和泉みお）：2019年2月号[176] - 2021年5月号[177]
- プ女と野獣 JKが悪役レスラーに恋した話（安曇ゆうひ）：2019年2月号[176] - 2020年5月号[178]→『Palcy』[179]
- 幼馴染とオオカミくんには騙されない♥ 〜別フレバージョン〜（石沢うみ）：2019年4月号[180] - 2020年4月号[181]
- センセイは高校生（春木さき）：2019年6月号[175] - 2021年4月号
- 神木兄弟おことわり リトル・ブラザー（恩田ゆじ）：2019年7月号[174] - 2020年3月号[127]
- ヲタ・ドル 推しが私で 私が推しで（ぢゅん子）：2019年7月号[174] - 2020年10月号[182]
- わるいこと、ぜんぶ。（原作：榊あおい・漫画：青崎未来）：2019年8月号[169] - 2020年7月号[39] ※『Palcy』でも連載
- 弁護士と17歳（小野アンビ）：2019年9月号[170] - 2024年4月号[183] ※『Palcy』で先行配信[170]
- 阿部くんに狙われてます（岩井あき）：2019年10月号[17] - 2024年3月号[184] ※『Palcy』でも連載[17]
- 花と紺青 防大男子に恋しました。（西香はち）：2019年12月号[185] - 2020年11月号→『Palcy』で先行配信後[185]、『Palcy』のみ連載

### 2020年代前半
- 嵐士くんの抱きマクラ（渡辺あゆ）：2020年4月号[181] - 2023年3月号[186]
- 恋のはじまり（蒼井まもる）：2020年4月号[181] - 2021年4月号→『Palcy』に移籍
- となりのオトナくん（るかな）：2020年5月号[187] - 2021年12月号[172]
- オトメのオモチャ（硝音あや）：2020年6月号[188] - 2021年5月号[177] ※『Palcy』でも連載
- 彼女の恋が叶えばいいのに（歌鳴リナ）：2020年6月号[188] - 2021年2月号→『Palcy』に移籍
- 夏秋くんは今日も告白したい（さとる）：2020年6月号[188] - 2023年4月号[189]
- クズな君しか愛せない（汐咲りな）：2020年8月号[190] - 2022年4月号
- 猫とキス（千里みこ）：2020年9月号[182] - 2023年1月号[191]
- 蔑む視線が最高です。（黒月悠）：2022年10月号[192] - 2023年6月号[193]
- 今日も彼らのお隣で（小麦なぎさ）：2020年11月号[194] - 2022年5月号[41]
- 世界で一番いたらぬ恋（北川夕夏）：2020年11月号[194] - 2021年6月号[195]
- なでて奏でて（蘭那）：2021年2月号[18] - 2022年2月号[20]
- 夜の下で待ち合わせ（三次マキ）：2021年3月号[153] - 2022年5月号[41]
- 香月さんの恋する時間（相川ヒロ）：2021年5月号[177] - 2023年7月号[196]
- 照れて、見つめて、恋をして（帆那みつき）：2021年5月号[177] - 2022年1月号
- あの子の子ども（蒼井まもる）：2021年6月号[195] - 2024年8月号[197]
- 婚約者さまから逃げられない（柚月純）：2021年6月号[195] - 2024年2月号[198]
- 羽柴楓はときめきたい（春兎あや）：2021年9月号[19] - 2022年5月号[41]
- 成田くんを攻めたい!（和泉みお）：2022年2月号[20] - 2022年9月号[199]
- 染まるくちびる（岡野セキ）：2022年7月号[200] - 2023年3月号[186]
- 好きになるなと言われても（長岡みう）：2022年11月号[22] - 2023年7月号[196]
- 恋する今日も、この通学路で（斎藤栞）2023年2月号[201] - 2023年5月号[202] ※短期集中連載
- ごめんね初恋（帆那みつき）：2023年3月号[186] - 2024年7月号[203]
- 恋とミロワール（黒戸ろく）：2023年6月号[204] - 2024年2月号[198]
- 野球部の樋野に恋をした。（月凪あやせ）：2023年7月号[196] - 2023年10月号[205] ※短期集中連載[196]
- ギャルと高偏差値男子が予備校で恋する話（さくら梨愛）：2023年9月号[206] - 2024年11月号[207]
- いえない恋はキス色（蘭那）：2023年10月号[208] - 2024年6月号[209]
- センセイだって彼氏です（ゆにしま獏）：2023年10月号[208] - 2024年7月号[203]
- 世にも過保護な魔王サマ（千里みこ）：2023年11月号[210] - 2025年1月号[211]
- ほてる私に恋を教えて（赤池うらら）：2023年12月号[212] - 2024年8月号[213]
- ハートヒビカセ論（翁よん）：2024年5月号[24] - 2025年2月号[214]
- 恋のいろはを教えて（蘇芳つむぎ）：2024年6月号[209] - 2024年8月号[213] ※短期集中連載[209]
- 狸田先輩の青春になりたい（大鳥いと）：2024年10月号[26] - 2025年6月号[31]

### 2020年代後半
- わかりにくいね佐野くんは（桜小町）：2025年3月号[215] - 2025年6月号[31] ※短期集中連載[215]

### 連載開始号不明
- クレムリンの丘に眠れ（大和和紀）：1972年
- 走れ！そして泣け（庄司陽子）：1972年
- トッコちゃん日記（エンゼル松本） :1972年
- ウシウシがん子（横山広子）：1973年 - 1973年12月号[216]
- おいらケムケム（大和和紀）：1973年 -
- ぼくらの法則（まさき輝）： - 1980年11月号
- 放課後NOTE（真柴ひろみ）： - 1981年3月号
- 土曜日が待ちどおしい（小沢真理）： - 1985年10月号[79]
- 黒板ぽけっと（中沢しのぶ）： - 1987年3月号
- 哀しい気分DE失恋倶楽部（愛本みずほ）： - 1990年6月号
- ジーザス・クライスト!（上田美和）：1991年
- しばよん（もこやま仁）[217]

## 映像化作品

### アニメ化
| 作品                  | 放送年          | アニメーション制作 | 備考・出典 |
| --------------------- | --------------- | ------------------ | ---------- |
| ピーチガール          | 2005年          | スタジオコメット   | [ 218 ]    |
| ヤマトナデシコ七変化♡ | 2006年 - 2007年 | 日本アニメーション | [ 219 ]    |
| 私がモテてどうすんだ  | 2016年          | ブレインズ・ベース | [ 220 ]    |
| お嬢と番犬くん        | 2023年          | project No.9       | [ 221 ]    |

### 実写化
| 作品                               | 放送年               | 制作                     | 備考・出典                                           |
| ---------------------------------- | -------------------- | ------------------------ | ---------------------------------------------------- |
| ピーチガール                       | 2001年（台湾ドラマ） | N/A                      | タイトルは「蜜桃女孩」                               |
| MARS                               | 2004年（台湾ドラマ） | N/A                      | タイトルは「戰神 MARS」                              |
| MARS                               | 2016年（国内ドラマ） | 日本テレビ VAP           | タイトルは「MARS〜ただ、君を愛してる〜」             |
| Pinkの遺伝子                       | 2005年               | トルネードフィルム       |                                                      |
| ライフ                             | 2007年               | フジテレビ               | タイトルは「ライフ〜壮絶なイジメと闘う少女の物語〜」 |
| ヤマトナデシコ七変化♡              | 2010年               | TBS                      | [ 222 ]                                              |
| スプラウト                         | 2012年               | AX-ON テレビマンユニオン |                                                      |
| リミット                           | 2013年               | テレビ東京 ドリマックス  | [ 223 ] [ 224 ]                                      |
| 恋文日和                           | 2014年               | 日本テレビ               | [ 225 ]                                              |
| 近キョリ恋愛                       | 2014年               | AX-ON                    | タイトルは「近キョリ恋愛〜Season Zero〜」            |
| 黒崎くんの言いなりになんてならない | 2015年               | 日本テレビ               | [ 228 ]                                              |
| あの子の子ども                     | 2024年               | メディアプルポ（協力）   | [ 229 ]                                              |

| 作品                               | 公開年     | 配給         | 備考・出典                                            |
| ---------------------------------- | ---------- | ------------ | ----------------------------------------------------- |
| 恋文日和                           | 2004年     | シネカノン   | [ 230 ]                                               |
| L♥DK                               | 2014年     | 東映         | [ 231 ]                                               |
| L♥DK                               | 2019年     | 東映         | タイトルは「L♥DK ひとつ屋根の下、「スキ」がふたつ。」 |
| 近キョリ恋愛                       | 2014年     | 東宝         | [ 233 ]                                               |
| 先輩と彼女                         | 2015年     | 東映         | [ 234 ]                                               |
| 黒崎くんの言いなりになんてならない | 2016年     | ショウゲート | [ 235 ]                                               |
| MARS                               | 2016年     | ショウゲート | タイトルは「MARS〜ただ、君を愛してる〜」              |
| 溺れるナイフ                       | 2016年     | ギャガ       | [ 238 ]                                               |
| きょうのキラ君                     | 2017年     | ショウゲート | [ 239 ]                                               |
| PとJK                              | 2017年     | 松竹         | [ 240 ]                                               |
| ピーチガール                       | 2017年     | 松竹         | [ 241 ]                                               |
| 午前0時、キスしに来てよ            | 2019年     | 松竹         | [ 242 ]                                               |
| 私がモテてどうすんだ               | 2020年     | 松竹         | [ 243 ]                                               |
| お嬢と番犬くん                     | 2025年     | 東宝         | [ 244 ]                                               |
| 隣のステラ                         | 2025年予定 | 東宝         | [ 245 ]                                               |

## 西成事件
本誌1996年3月号に掲載されたみやうち沙矢の「勉強しまっせ」で「大阪の西成区は気の弱い人は近づかない方が無難な所」なる旨を脚注に記載。注をつけたのは当時の副編集長であった。同年2月19日、女性読者が「西成区への差別である」と編集部に抗議。同月21日に「西成区人権啓発推進会議」他、四団体の通名の抗議文書が送達。同月23日、講談社関西支社に西成区長名の抗議文書が届く。ここにおいて講談社側が事の重大性を認識。同月29日、担当役員以下6名が謝罪文を持って西成区役所を訪問。謝罪内容は
- 【一】当該作品は3月号をもって連載中止
- 【二】当該3月号の回収を全国書店に依頼すること
- 【三】本誌4月号において著者、編集長連名の謝罪文を掲載すること

を提示。しかし団体側はこの回答を「単なる尻尾切り」である事に加え、謝罪や連載中止の告知が「抗議が発端で打ち切りになったと誤解されかねず西成区への予断と偏見を助長する懸念がある」とし確認会の開催を要求。翌3月に21団体連名の抗議文が講談社に届く。第一回抗議集会は西成区役所内で開催され区側の出席人数は約150人。講談社側に鶴見橋、今宮、梅南の中学校生徒代表が抗議文を手渡し、講談社側も三中学を訪問して謝罪文を手渡す。5月27日に第二回抗議集会開催を行い、8月号において1ページを使って詳細な経緯の記述を含めた謝罪文を掲載、7月に関西支社における記者会見で、経過報告を謝罪を公表。10月、講談社社長が謝罪文を提出。この謝罪文が西成区広報誌「人権」に掲載。11月に社内研修会を実施を行い事態は収束する。

## レーベル
「講談社コミックスフレンドB」、「別冊フレンドKC」、「別フレKC」と表記されることもある。

## 姉フレンド
2016年12月1日創刊。『別冊フレンド』と『デザート』の共同編集による電子雑誌。毎月1日に配信。キャッチコピーは「大人のラブきゅん少女コミック誌」。
創刊号の表紙は相川ヒロが担当。創刊時には読者から「攻めている」「値段が良心的である」「タイトルが刺激的である」といった反響を得た。

### 「姉フレンド」現在連載中の作品
※ 2025年8月1日（106号）現在。作品名五十音順。
- 愛してるは満月の夜に（東条ステラ）：94号[252]、95号[253]、98号[254]、99号[255]、102号[256]、104号[257]、106号[251] - 、
- あたしは猫、キミは抱きまくら（春木さき）：101号[258] - 104号[257]、106号[251] - 、
- 王子様、今夜も満室でございます！（瀬戸さとみ）：88号[259] - 91号[260]、104号[257] - 、
- お家にわんこがいますので。（丹沢ユウ）：101号[258] - 104号[257]、106号[251] - 、
- 幼なじみの宰相補佐官から教わる『らぶエッチ』!?〜処女なのに閨教育係を拝命したら、溺愛がはじまりました〜（原作：季邑えり・漫画：品川いち）：91号[260] - 94号[252]、96号[261]、
- 俺ともう一度、初恋。（長谷垣なるみ）：98号[254] - 、※本誌でも連載[254]。
- 俺の声に堕ちてください（ten）：93号[262] - 96号[261]、98号[254] - 101号[258]、103号[263] - 、
- 偽装結婚したライバルにどうやら10年前から愛されていたらしい（原作：ミーマ（エブリスタ）、漫画：桃井すみれ）：91号[260] - 94号[252]、96号[261]、98号[254] - 100号[264]、103号[263] - 、
- ご結婚はまだですか?（黒野カンナ）：1号[249] - 3号、5号 - 23号、
- これって、どこから恋ですか？（季生みなと）：87号[265] - 90号[266]、92号[267] - 94号[252]、96号[261]、98号[254]、100号[264]、101号[258]、103号[263] - 、
- 再会は甘恋のはじまり（藤代香澄）：105号[268] - 、
- 前世私に興味がなかった夫、キャラ変して溺愛してきても対応に困りますっ！（原作：月白セブン、漫画：桐島りら）：78号[269] - 79号、81号 - 82号[270][271]、84号[272] - 88号[259]、90号[266] - 91号[260]、93号[262] - 94号[252]、96号[261]、98号[254]、
- 団長様の甘い誘惑（原作：蓮実アラタ、漫画：彩田ぐみ）：95号[253] - 98号[254]、
- 誓いのキスは、キャンセル不可につき（大友なな）：89号[273] - 92号[267]、95号[253]、97号[274]、
- 蝶か犯か〜極道様 溢れて溢れて泣かせたい〜（鳥海ペドロ）：69号[275][276] - 72号、75号 - 78号、80号[277]、82号 - 84号[271][272]、87号[265]、89号[273] - 91号[260]、94号[252]、96号[261] - 99号[255]、102号[256]、105号[268]、
- 手錠とはちみつ（栄羽弥）：86号[278] - 89号[273]、92号[267]、94号[252] - 95号[253]、97号[274]、100号[264]、
- 眠れない騎士団長との添い寝を頼まれましたが、これって溺愛のはじまりですか？（小川みなも）：90号[266] - 91号[260]、93号[262] - 94号[252]、104号[257] - 、
- ハイスペ弁護士との同居生活は最低で最高です。（藤代香澄）：59号[279] - 63号、65号 - 67号、69号 - 72号、82号 - 85号[271][280]、87号[265] - 90号[266]、92号[267] - 95号[253]、97号[274] - 100号[264]、102号[256] - 105号[268]、
- フェイクなダーリン（原作：星キラリ、漫画：早咲ぱに）：98号[254] - 101号[258]、103号[263] - 106号[251]
- メイクしてキスして、その先は。（仲月かな）：80号 - 81号[277][270]、83号 - 84号[281][272]、86号[278] - 89号[273]、92号[267]、105号[268]、

### 「姉フレンド」過去に連載された作品
- 愛性わるい二人ですが、運命です。〜私から発情してもいいですか？〜（桃生有希）：80号 - 81号[277][270]、83号 - 84号[281][272]、86号[278]、88号[259]、90号[266]、92号[267]、95号[253]、97号[274]、99号[255]、103号[263]
- 悪魔は腐女子に逆らえない（中江みかよ）：89号[273] - 92号[267]、94号[252] - 97号[274]
- あたしのピンクがあふれちゃう（桃生有希）：4号[282] - 7号、10号 - 12号、15号 - 19号、21号 - 22号、24号、26号、31号、43号[283]、45号[283]、47号、50号、52号、54号、56号[284]
- あっちの練習はじめました。（花宮初）：10号[285] - 12号、14号、16号、18号 - 20号、22号 - 23号、25号 - 26号、28号、30号、32号 - 33号[286]
- あまい三神くんのデキない秘密（桜庭ゆりん）：86号[278] - 88号[259]、91号[260] - 94号[252]、96号[261]
- 甘やかさないで副社長〜ダンナ様はSSR〜（仲月かな）：38号[287] - 41号、43号[283] - 46号、48号 - 51号、53号 - 56号、58号 - 61号[288]
- 今から俺が抱きしめます（笠間あやめ）：85号[280] - 88号[259]、90号[266] - 93号[262]、95号[253] - 98号[254]
- ウソ婚（時名きうい）：10号[289] - 14号、17号 - 19号、21号 - 23号、25号 - 27号、29号 - 31号、33号 - 34号、36号 - 39号、41号 - 43号[283]、45号[283]、49号 - 50号、53号 - 54号、56号 - 58号、60号、64号 - 69号、72号 - 73号[290] - 75号、77号 - 79号、81号 - 84号[270][272]、87号[265]、90号[266]、93号[262]、95号[253]、97号[274]、100号[264]、102号[256]
- ウソ婚 Rose（時名きうい）：51号[291] - 55号、58号、60号 - 61号、63号、68号、75号、80号[277]、82号[271]、92号[267]、96号[261]、99号[255]、102号[256]
- 占い師サマの言うとおり（マオst）：46号[292] - 51号、54号 - 55号[293]
- SS×XL〜社長のペットじゃありません!〜（ぷりぷりろーず）：59号[279]、64号 - 67号、69号 - 72号[294]
- おいしい香りは君から（吉井ユウ）：74号[295] - 77号、79号、81号 - 83号[270][271][281]、85号[280] - 87号[265]、89号[273]、91号[260] - 92号[267]、94号[252]、97号[274]
- おしえてポルノ（桜井真優）：11号[296] - 14号、17号 - 20号、22号 - 24号、26号 - 27号[297]
- 推しと、オトナの練習はじめます（小鶴チカ）：92号[267] - 95号[253]、97号[274]、98号[254]、100号[264]、101号[258]
- お義姉ちゃんはオトシごろ（立花かえ）：56号[298] - 59号、61号、64号 - 65号、67号 - 68号、70号 - 71号、73号 - 74号、76号 - 77号
- オフレコメイド〜年下小悪魔アイドルの家政婦はじめました〜（綾城いつき）：59号[279] - 62号、64号、66号 - 68号[299]
- お湯コイ!（藤野こと葉）：16号[300] - 19号、21号 - 22号、35号、37号[301]
- かじっていいの、桃瀬くん？（らむ菜）：94号[252] - 97号[274]、99号[255]、101号[258]、103号[263]、104号[257]
- カラダの恋は沼でした。（丹沢ユウ）：81号[270] - 84号[272]、86号[278]、88号[259]、91号[260] - 92号[267]、94号[252] - 95号[253]
- 衣笠くんの×××をやめたい!（原作：雨戸るく、漫画：ウメミヤユリ）：63号[302] - 66号、68号 - 71号[303]
- 今日から、君をシェアします。（ふかさわ映）：11号[296][304] - 13号、15号、17号 - 20号、22号 - 25号[305]
- クールな年上御曹司の危険な誘惑-甘え方を教えてください-（原作：城月りりあ、漫画：佳菜）：44号[306][283] - 47号、51号 - 54号、56号 - 57号、59号 - 60号[307]
- 高坂社長は我慢できない〜トロける同居生活はじまりました〜（織田はるか）：71号[308] - 75号、77号 - 79号、81号 - 84号[270][272]、86号[278] - 88号[259]、90号[266] - 91号[260]、93号[262] - 95号[253]、97号[274] - 99号[255]、101号[258]
- 極婚 〜超溺愛ヤクザとケイヤク結婚!?〜（桜井真優）：39号[309] - 42号、45号[283] - 48号、51号 - 52号、54号 - 55号、57号 - 58号、60号 - 61号、63号 - 64号、66号 - 67号、69号 - 70号、72号 - 73号、75号 - 76号、78号 - 79号、81号 - 82号[270][271]、84号 - 85号[272][280]、87号[265] - 88号[259]、90号[266] - 92号[267]、94号[252]
- 今夜も君にノックアウト〜年下ボクサーに溺愛されてます〜（藤代香澄）45号[310][283]、47号 - 53号、55号 - 58号[311]
- 桜のひめごと〜裏吉原恋事変〜（鈴菜）：45号[312][283] - 48号、50号 - 53号、55号 - 58号、61号 - 64号、66号 - 69号
- 三度のメシと、アレが好き。（吉野マリ）：46号[292] - 49号、51号 - 54号、56号 - 57号、59号 - 60号
- シークレットラブ（原作：もぁらす、漫画：向日ひろ）：49号 - 52号、54号 - 55号、57号 - 58号、60号 - 63号
- 潮海部長のぬいぐるみ（深水恵）：58号[313] - 61号、64号 - 65号、67号 - 68号
- 失恋した成田くんに推し変しただけです！（皆月芙美）：97号[274] - 100号[264]
- 小説家さまは、もんもんしたがる（仲月かな）：13号[314] - 14号、16号 - 17号、20号 - 22号、25号 - 26号、28号 - 29号[315][316]
- 初夜カレ-意地悪で甘いひと-（佳菜）：68号[317] - 71号、73号 - 74号、76号 - 77号、79号 - 80号[277]、83号[281]、85号[280] - 86号[278]、88号[259]、91号[260] - 92号[267]、94号[252] - 95号[253]、97号[274]、98号[254]、100号[264]、101号[258]
- 石油王にオレはなる!〜極上御曹司と溺愛出張いってきます!!〜（原作：季邑えり、漫画：絵丘しがの）：93号[262] - 96号[261]
- 先輩、朝まで愛します。（蒼井みづ）：42号[318][319]、44号[283]、46号、48号、50号、52号、54号、56号[320]
- 添い寝だけでもいいですか?（桐島りら）：36号[321] - 40号、42号 - 44号[283]、47号 - 48号[322]
- そのキスに、二言なし（丹沢ユウ）：43号[323][283] - 46号、48号 - 51号[291]
- ダーリンは社長くん（成海柚希）：1号[249] - 7号、9号、11号、14号、16号、18号、20号、22号、24号、26号、28号、30号、32号、34号、36号、38号、40号、42号、44号[283]、46号
- ただいま恋を配送中！（二色杏）：91号[260] - 93号[262]、95号[253]
- 担当さんはごほうびです。（藤野こと葉）：52号[324] - 55号、57号 - 58号、60号 - 61号[325]
- 手加減なしのキスに溺れて〜気まぐれ上司に今日も振り回されてます〜（みずき春）：69号[276] - 70号、72号、74号[326]
- 手とり足とり愛しましょう!（藤代香澄）：1号[249] - 9号、11号 - 14号、16号 - 18号、20号 - 23号、25号 - 28号[327][328]
- 年下さまが夜な夜なに（月島ミホ）：17号[329] - 20号、22号 - 24号[330]
- ネコ科男子は発情期（IWAO）：62号[331] - 65号、68号、71号、75号、80号[277]
- 博士は私しか女を知らない。〜30歳からの恋愛プログラム〜（砂塚旬）：70号[332] - 73号、75号 - 77号、79号[333]
- ハコイリ娘がはぁはぁはぁ（間下めぐみ）：2号[334] - 9号、11号、13号、15号 - 16号、18号 - 19号[335]
- はじめてだけど野獣でいい?（新めぐみ）：56号[298] - 57号、60号 - 62号、65号 - 67号、69号 - 70号、72号 - 73号、75号 - 76号、78号 - 79号[333]
- 初恋の幼なじみに婚活をジャマされます（春木さき）：66号[336] - 68号、70号 - 72号、74号 - 76号、78号 - 79号、81号 - 83号[270][271][281]、85号[280] - 87号[265]、89号[273] - 91号[260]
- バブっちゃって、恋（古仲なこ）：85号[280] - 88号[259]、90号[266] - 93号[262]
- 美少年、いただきました（清野静流）：1号[249] - 6号、8号 - 11号、15号 - 17号、19号 - 23号、25号 - 26号、28号、30号 - 33号、35号 - 37号[301]
- ひとりになれないソロ活さん（深水恵）：77号[337] - 78号、80号[277]、82号[271]、85号[280]
- 部長のにゃんこ（ひさわゆみ）：5号[338] - 8号、10号 - 13号、15号、17号 - 19号、21号 - 24号、26号 - 29号、31号 - 34号、36号 - 39号
- プリンス様すごすぎです!（叶のりこ）：27号[339] - 30号、32号 - 33号、35号 - 36号[340]
- ホテルシンデレラ〜私、ホテル王に買われました〜（間下めぐみ）：55号[341] - 58号、60号、62号、65号、67号[342][343]
- 本気でしてもいいですか?（丹沢ユウ）：60号[344] - 73号[290]
- みだらなご主人様スウィート（叶のりこ）：1号[249] - 4号、7号 - 8号、10号 - 11号、13号 - 14号、17号[345]
- ムソウシンデレラ・ロマンス（原作：mio（エブリスタ）、漫画：蒼井みづ）：73号[290] - 74号、76号、78号、80号[277]、82号[271]、84号[272]、86号[278]
- 愛でて、触って、甘やかして。（マオst）：61号[346] - 64号、66号 - 67号、69号 - 72号、74号 - 76号、78号 - 80号[277]、82号 - 83号[271][281]、85号[280]、87号[265]、89号[273]、91号[260]、93号[262]、95号[253]、97号[274]
- もね先生のなすがまま〜天才BL作家のいろんなお世話します〜（桐島りら）：53号[347] - 56号、58号 - 59号、61号 - 62号、64号 - 65号、67号 - 68号、70号 - 71号、74号 - 75号[348]
- もふもふ先生の甘いお仕置き（成海柚希）：65号[349] - 68号、70号、72号、74号、76号
- 安良城くんにほぐされてます（綾城いつき）：94号[252]、95号[253]、97号[274]、98号[254]、100号[264]、102号[256] - 105号[268]
- やんごとなき舞姫〜貴方のリズムに溺れさせて〜（曙はる）：55号[341] - 57号、59号、61号、63号、65号、67号[342][350]
- 寄りかからせてね、車掌くん（大川なぎ）：9号[351]、12号、15号、17号、41号[352][353]
- ヨル職シンデレラ（百乃モト）：60号[354] - 64号、66号 - 68号
- らぶモミ!〜とろけるエステ〜（砂塚旬）：1号[249] - 8号、10号 - 13号、15号 - 16号、18号 - 22号、24号 - 25号、27号 - 29号、31号 - 32号、34号 - 35号[355]
- らぶモミ!〜ナイショのエステ〜（砂塚旬）：43号[323][283] - 44号[283]、46号 - 49号、51号 - 53号、55号、57号 - 58号[356]

### 映像化作品
| 作品   | 放送年 | 制作     | 備考・出典 |
| ------ | ------ | -------- | ---------- |
| ウソ婚 | 2023年 | カンテレ | [ 357 ]    |

| 作品                                         | 配信年 | 制作                | 備考・出典 |
| -------------------------------------------- | ------ | ------------------- | ---------- |
| ハイスペ弁護士との同居生活は最低で最高です。 | 2025年 | PHIER emole（製作） | [ 358 ]    |

## レコード
- 『別冊少女フレンド 創刊20周年記念増刊号』（1984年、日本コロムビア、CX-7157）

当時の連載作品のイメージソングを収録したLP。歌：堀江美都子、山野さと子、かおりくみこ、水木一郎、上野千佳子。

## 関連誌
少女フレンド

1962年に『少女クラブ』の後継誌として誕生。姉妹誌。
ザ・フレンド
『少女フレンド』→『別冊フレンド』増刊。
別冊フレンド増刊
『別フレ2007』などのように、末尾に発行年を西暦で表示。『別フレ2012』夏号までは確認。
ラブリーフレンド
1974年初夏号で創刊。当初は季刊誌だった。1984年3月号で休刊。
別冊フレンドDX Juliet
年6回刊。1984年5月号で創刊。2005年7月号まで刊行された。
別冊フレンドDX ザ・別フレ
2005年9月号から隔月刊。2007年1月号で休刊。
マイフレンド
年4回発行。1976年春の号で創刊。1976年夏の号、1976年秋の号、1977年冬の号が刊行された。
ハローフレンド
月刊誌から隔月刊。『週刊少女フレンド』の姉妹誌。1980年2月号から1987年12月号まで刊行された。
別フレデジタル
2009年4月2日創刊。『別冊フレンド』掲載作家などの読切作品を掲載し、「講談社コミックプラス」や「Yahoo!コミック」などのサイトで毎月1回刊行。発売日は毎月第1または第2木曜日（講談社コミックプラスの場合）。399円。
別フレフロンティア
携帯電話向けは2012年4月26日に配信開始。不定期配信。本誌の姉妹誌であるデジタル雑誌。「ラブストーリー、コメディ、ファンタジー、SFと幅広いジャンル」の新作の読み切りを掲載。

## 発行部数
- 1978年6月、公称125万部[381]
- 1979年7月、公称125万部[382]
- 1980年7月、公称130万部[383]
- 1981年9月、公称1,200,000部[384]
- 1982年12月、公称1,000,000部[385]
- 1984年4月、公称1,100,000部[386]
- 1985年3月、公称1,100,000部[387]
- 1986年3月、公称1,100,000部[388]
- 1987年3月、公称1,000,000部[389]
- 1988年3月、公称800,000部[390]
- 1989年2月、公称800,000部[391]
- 1990年2月、公称800,000部[392]
- 1991年2月、公称700,000部[393]
- 1991年4月 - 1992年3月、公称500,000部[394]
- 1992年4月 - 1993年3月、公称400,000部[395]
- 1993年1月 - 12月、推定41万部[396]
- 1993年4月 - 1994年3月、公称410,000部[397]
- 1994年1月 - 12月、推定40万部[398]
- 1995年1月 - 12月、推定31万部[399]
- 1996年1月 - 12月、推定27万部[400]
- 1997年1月 - 12月、推定26万部[401]
- 1998年1月 - 12月、推定27万部[402]
- 1999年1月 - 12月、推定28万部[403]
- 2000年1月 - 12月、推定26万部[404]
- 2003年9月1日 - 2004年8月31日、203,333部[405]
- 2004年9月 - 2005年8月、190,417部[405]
- 2005年9月1日 - 2006年8月31日、167,834部[405]
- 2006年9月1日 - 2007年8月31日、140,250部[405]
- 2007年10月1日 - 2008年9月30日、113,417部[405]
- 2008年10月1日 - 2009年9月30日、100,834部[405]
- 2009年10月1日 - 2010年9月30日、91,750部[405]
- 2010年10月1日 - 2011年9月30日、81,500部[405]
- 2011年10月1日 - 2012年9月30日、73,767部[405]
- 2012年10月1日 - 2013年9月30日、71,486部[405]
- 2013年10月1日 - 2014年9月30日、71,480部[405]
- 2014年10月1日 - 2015年9月30日、70,747部[405]
- 2015年10月1日 - 2016年9月30日、70,500部[405]
- 2016年10月1日 - 2017年9月30日、70,500部[405]
- 2017年10月1日 - 2018年9月30日、65,583部[405]
- 2018年10月1日 - 2019年9月30日、52,125部[405]
- 2019年10月1日 - 2020年9月30日、37,358部[405]
- 2020年10月1日 - 2021年9月30日、28,146部[405]
- 2021年10月1日 - 2022年9月30日、38,500部[405]
- 2022年10月1日 - 2023年9月30日、21,000部[405]
- 2023年10月1日 - 2024年9月30日、18,167部[405]